# Premio San Babila
Il premio San Babila fu un premio letterario fondato nel 1948 e finanziato dalla creatrice di moda Germana Marucelli e dalla pittrice Evelina Casalini. Nella giuria della prima edizione erano presenti Edilio Rusconi, Arturo Tofanelli ed in veste di segretaria Milena Milani. Fu premiato in quell'edizione del 18 febbraio 1948 il poeta Giuseppe Ungaretti per la raccolta di poesie Il Dolore con un premio di 900.000 lire e furono segnalati i poeti Quasimodo, Gatto e Sereni. Premi minori andarono ad Orazio Napoli, Gino Baglio e Andrea Zanzotto. Nelle edizioni successive furono premiati Mario Soldati, Andrea Zanzotto (questi con una giuria formata da Montale, Quasimodo, Sereni, Sinisgalli e Ungaretti) e Salvatore Quasimodo.